# Volker Kaminski

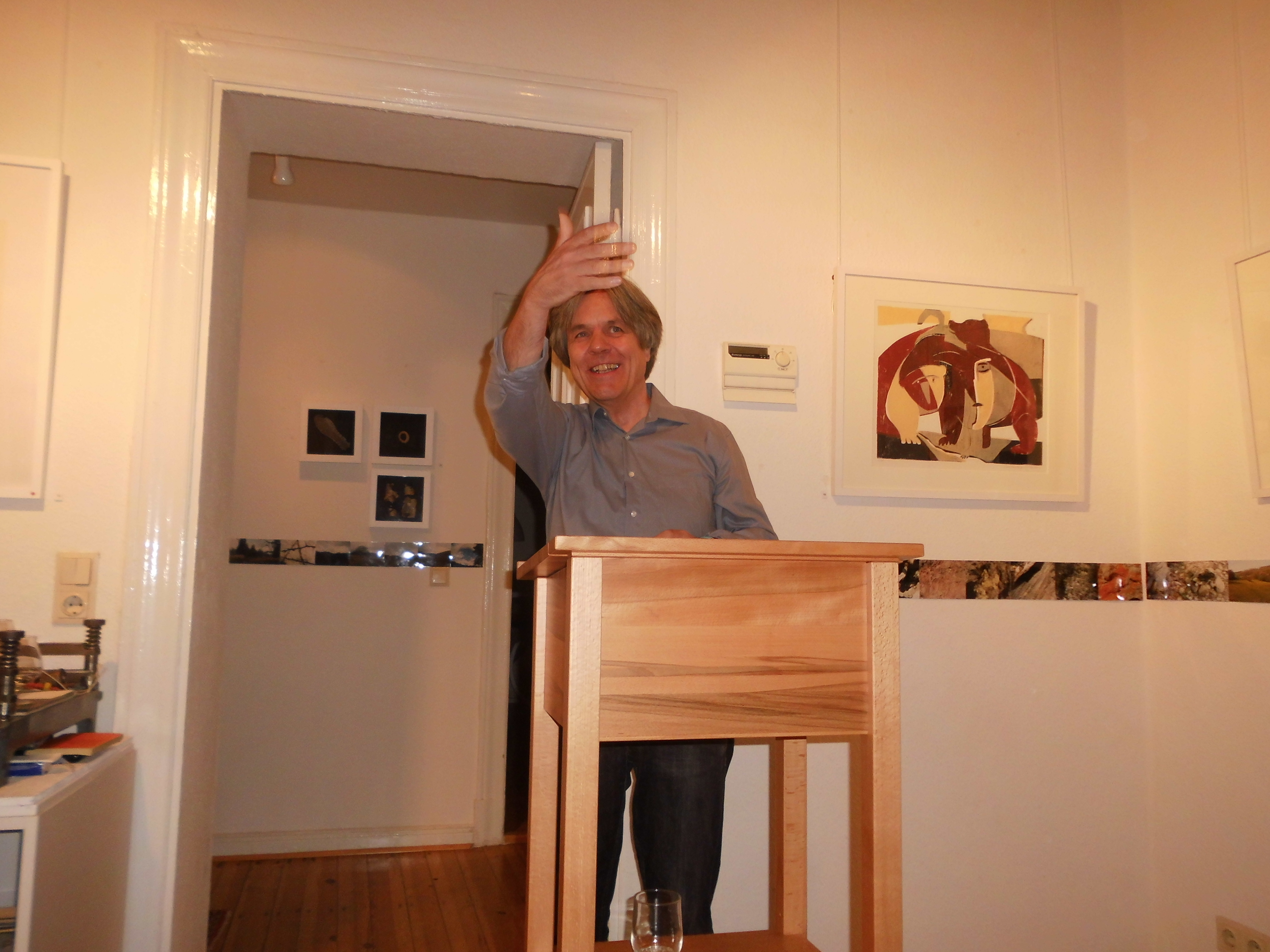
Der Autor bei einer Galerielesung 2017

Volker Kaminski (* 14. Juli 1958 in Karlsruhe) ist ein deutscher Schriftsteller und Journalist. Er ist Verfasser von Romanen, Erzählungen, Essays, Glossen und Rezensionen.

## Leben
Kaminski studierte von 1981 bis 1983 an der Universität Freiburg und von 1983 bis 1990 an der Freien Universität Berlin Germanistik und Philosophie. Dieses Studium schloss er mit dem Magistergrad ab. Seit 1994 lebt er als freier Schriftsteller und Journalist in Berlin. Seit 2014 ist er auch Lehrbeauftragter für Creative Writing/Romanwerkstatt an der Alice Salomon Hochschule Berlin. Außerdem bildet er Autoren und Autorinnen aus am Institut für kreatives Schreiben (IKS). Häufige Themen seiner Romane sind Künstlerschaft, Familienbeziehungen, Freiheitsstreben. Schwerpunkt seiner Rezensionen sind Romane aus dem arabisch-persisch-türkischen Sprachraum in deutscher Übersetzung. Viele Jahre verfasste er Glossen für den Feuilletonteil der Berliner Zeitung.
1995 nahm Kaminski am Ingeborg-Bachmann-Wettbewerb in Klagenfurt teil.

## Werke
- Die letzte Prüfung, Novelle. Wagenbach, Berlin 1994, ISBN 3-8031-0189-1.
- Lebenszeichen, Kurzgeschichten. Literarische Gesellschaft, Karlsruhe 1995, ISBN 3-930314-13-4.
- Söhne Niemands, Roman. Volk und Welt, Berlin 2000, ISBN 3-353-01147-1.
- Spurwechsel, Roman. Deutsche Verlags-Anstalt, Stuttgart u. a. 2001, ISBN 3-421-05516-5.
- Gesicht eines Mörders, Roman. Lindemanns Bibliothek, Karlsruhe 2014, ISBN 978-3-88190-768-2.
- Rot wie Schnee, Roman. Wortreich, Wien 2016, ISBN 978-3-903091-18-4.
- Auf Probe, Roman. Wortreich, Wien 2018, ISBN 978-3-903091-44-3.
- Der Gestrandete, Roman. Lindemanns Bibliothek, Karlsruhe 2019, ISBN 978-3-96308-028-9.
- Herzhand, Roman. PalmArtPress, Berlin 2021, ISBN 978-3-96258-076-6.
- RUA17, Roman. PalmArtPress, Berlin 2023, ISBN 978-3-96258-144-2.
- Die letzte Prüfung, Eine Endzeitnovelle, bearbeitete Neuauflage. PalmArtPress, Berlin 2024, ISBN 978-3-96258-191-6.
- SCHÖNES leben, Roman. PalmArtPress, Berlin 2025, ISBN 978-3-96258-227-2.

## Vorträge/Lesungen (Videoaufzeichnung)
- E. T. A. Hoffmann – Aufbruch aus Königsberg Impulsvortrag beim Deutschen Kulturforum östliches Europa Videoaufzeichnung (ab Std. 1:49)
- Aufzeichnung einer Lesung des Autors aus „RUA 17“, aufgenommen von der Kurt-Wolff-Stiftung am 22. Oktober 2023 auf der Frankfurter Buchmesse, im Gespräch mit der Verlegerin Catharine Nicely, Video (ab 1:07:00) auf YouTube (Laufzeit: 27 min).

## Rezensionen
- https://qantara.de/autor/volker-kaminski

## Stipendien
- 1996 Alfred-Döblin-Stipendium
- 1996 Stipendium der Kunststiftung Baden-Württemberg
- 1998 Arbeitsstipendium des Berliner Senats
- 2003 Aufenthaltsstipendium des Künstlerdorfs Schöppingen
- 2008 Stipendiat im Künstlerhaus Edenkoben